# Glenn Worf
Glenn Worf (n. 24 de enero de 1954, Dayton, Ohio, Estados Unidos) es un bajista estadounidense, uno de los principales músicos de sesión de la escena de Nashville.

## Biografía
Glenn nació en Dayton, Ohio pero se crio en Madison, Wisconsin. Comenzó a tocar el bajo a los 13 años. Se graduó en música por la University of Wisconsin - Eau Claire. A lo largo de los años, Glenn ha colaborado con distintos músicos: Kenny Rogers, Tammy Wynette, Toby Keith, Billy Ray Cyrus, John Michael Montgomery, Martina McBride, The Mavericks, Aaron Neville, Bob Seger, Marty Robbins, Mark Knopfler, Bryan Adams, Larry Carlton, Lonnie Mack. Además de su trabajo en los estudios, toca de forma habitual en Nashville, o en sus alrededores, con Mike Henderson and Kevin Welch. 
Desde 1996, Glenn graba en estudio y toca en directo con Mark Knopfler, aunque manteniendo gran libertad para poder seguir tocando en casa. En los álbumes con Mark, Glenn interpreta tanto el bajo eléctrico como el contrabajo. 
- Datos: Q5569196